# Убийство Яльмара фон Сюдова

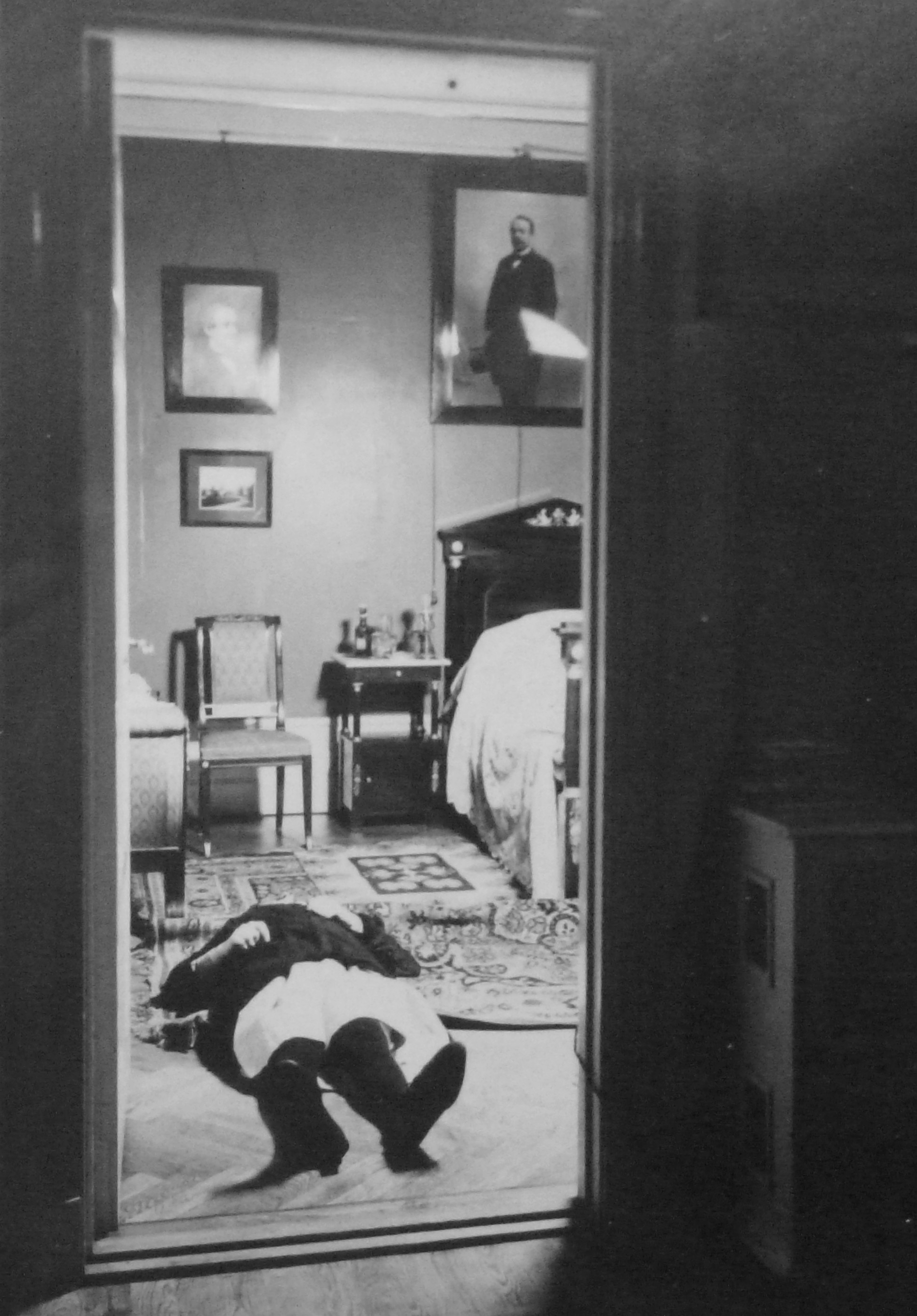
Тело Эббы Хамн

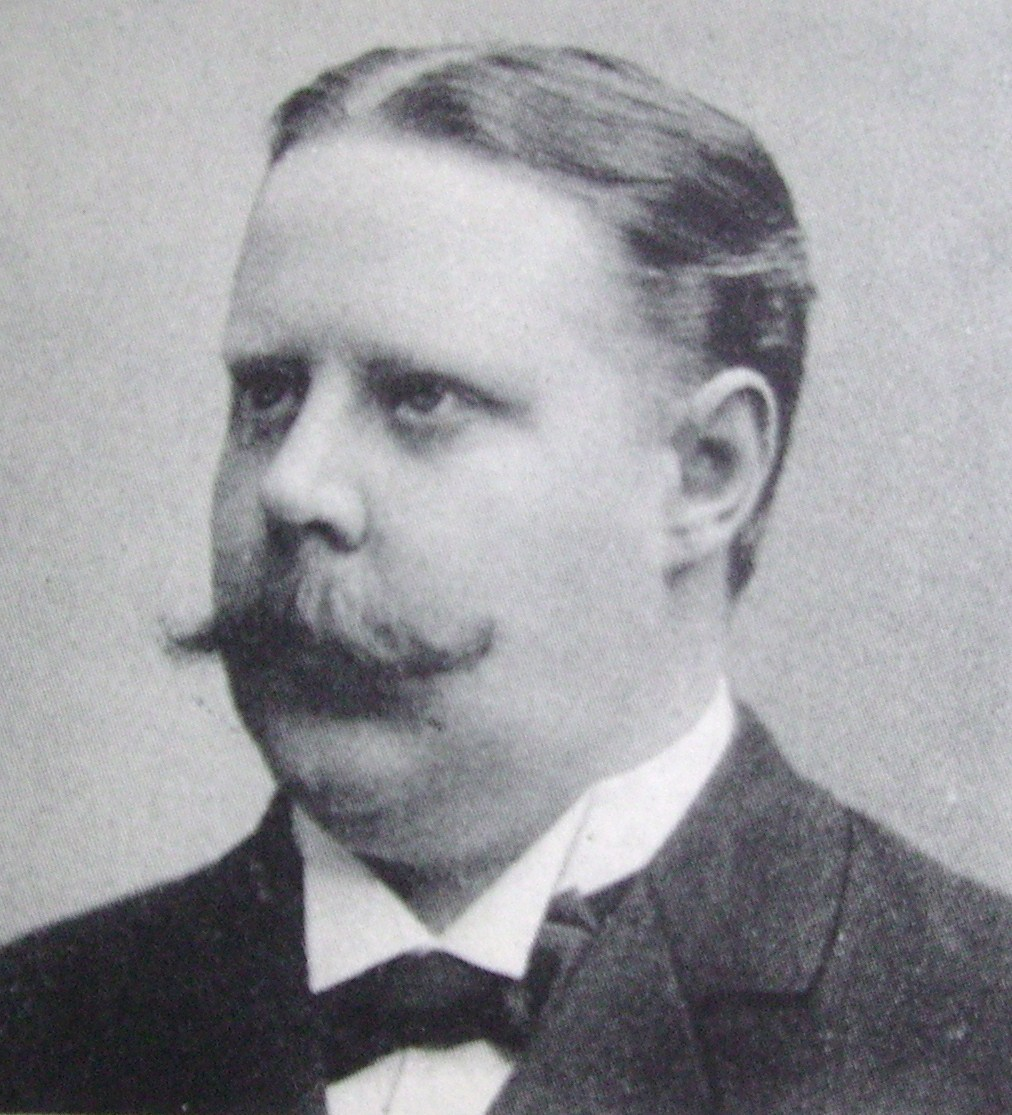
Яльмар фон Сюдов

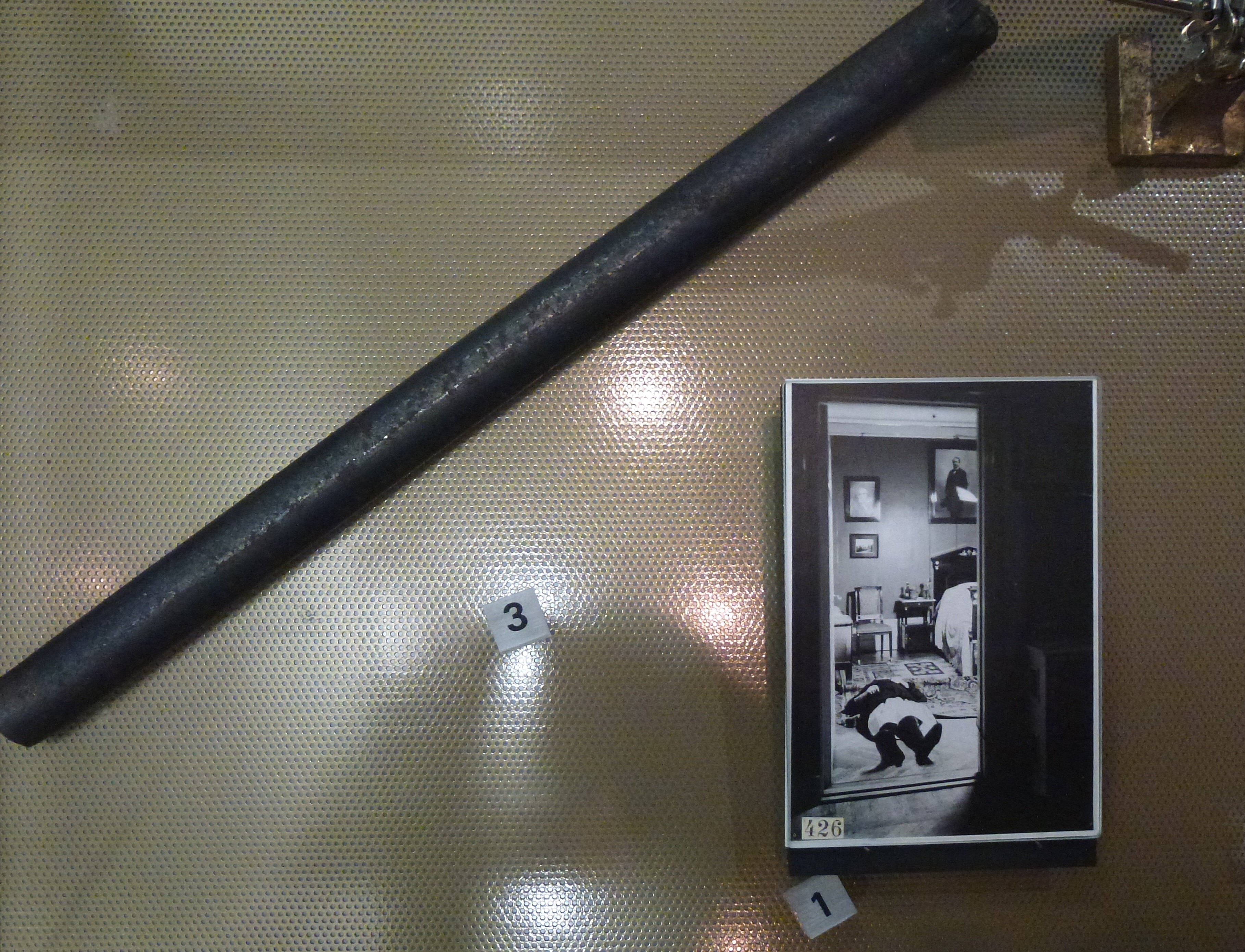
Орудие убийства, выставленное в музее полиции Стокгольма

Убийство Яльмара фон Сюдова (а также двух его служанок) — преступление, произошедшее 7 марта 1932 года в Стокгольме. Данное тройное убийство стало одним из наиболее резонансных преступлений, когда-либо совершённых в Швеции.

## Обнаружение тел
Ночью 7 марта 1932 года шведский политик Яльмар фон Сюдов и две его служанки — кухарка Каролин Хероу и домработница Эбба Хамн — были обнаружены мёртвыми в доме политика на Норр-Меларстранд 24. Все три жертвы были забиты до смерти. Тела политика и кухарки были найдены в её комнате, а Хамн лежала в комнате фон Сюдова. Сначала предполагалось, что орудием убийства является железная труба, купленная накануне сыном политика Фредриком фон Сюдовым. Позднее было установлено, что орудием убийства послужила скалка, пропавшая после убийств.
Тела были обнаружены племянницей покойной жены фон Сюдова, проживавшей в его доме. Её показания побудили полицию выдать ордер на арест Фредрика фон Сюдова и его жены Ингун как главных подозреваемых по делу. Сразу же после убийства супружеская пара поехала на такси на встречу с приятелем Фредрика Свеном Халльманом (занимавшимся спортивной стрельбой), у которого они одолжили пистолет. Затем пара направилась в ресторан «Тегнер» в Стокгольме, вслед за этим навестила знакомого в магазине одежды, посетила аптеку, чайную лавку в Норвикене, зашла в другой ресторан под названием «Валлонен». После этого они направились в ресторан «Йиллет» в городе Уппсала, куда прибыли около восьми вечера. Почти сразу они покинули ресторан, но в 22 часа вернулись с тремя друзьями и заняли столик для ужина. Во время трапезы прибыли полицейские, которые попросили работников ресторана тихонько известить Фредрика, что его ожидают у входа. Супруги поднялись с мест и вышли в вестибюль, где Ингун села в кресло. Фредрик сделал вид, что собирается её обнять, и выстрелил ей в висок из пистолета «Маузер» калибра 7.65. После этого он выстрелил себе в голову и почти мгновенно скончался. У Фредрика и Ингун была трёхлетняя дочь.
Мотивы убийств остаются неясными, но возможное объяснение заключается в том, что Фредрик был наркоманом и испытывал серьёзные финансовые трудности, попав в тиски к ростовщику. Его отношения с отцом оставались напряжёнными. Все эти причины могли породить в нём внезапный импульс к убийству. Согласно полицейским данным, во время убийства Фредрик забрал отцовский кошелёк, в котором было 235 крон (7 тыс. крон в современном эквиваленте).

## Событие в культуре

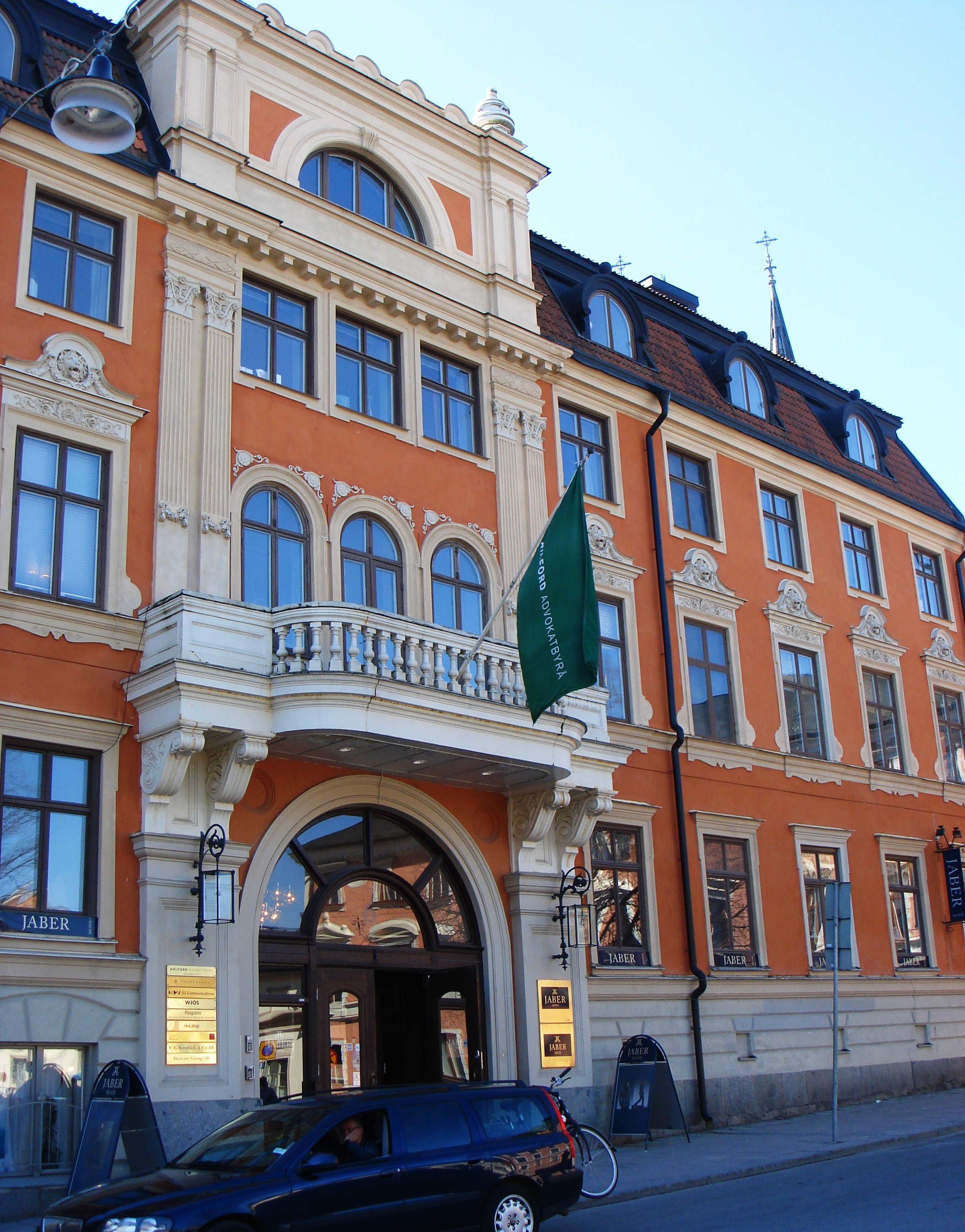
Отель «Йиллет» в Упсале (современный вид)

13 октября 1933 года в театре Lorensteatern Гётеборга состоялась премьера пьесы Сигфрида Сиверца Ett brott («Преступление»), написание которой было инспирировано убийством политика и его прислуги. 15 марта 1934 года пьеса была исполнена в Королевском драматическом театре Стокгольма, режиссёром выступил Альф Шёберг. В 1940 году был снят фильм, главные роли в котором сыграли актёры Эдвин Адольфсон и Карин Экелунд.
В 1985 году на шведском телеканале SVT был показан телефильм Ett skuggspel («Игра теней») режиссёра Ингвара Скугсберга. Главные роли исполнили актёры Стефан Экман и Йессика Санде́н.
В 2004 году писательница Хелена Хеншен, племянница фон Сюдова, опубликовала книгу I skuggan av ett brott («Под сенью преступления»), посвящённую убийствам на Норр-Меларстранд 24, а в 2006 году Упсальский городской театр поставил пьесу об этом трагическом событии — von Sydowmordens gåta («Загадка убийства фон  Сюдова»). По этому случаю престарелая дочь Фредрика и Ингун Моника фон Сюдов (ум. 2014) рассказала в интервью газете Svenska Dagbladet о том, как убийство повлияло на её жизнь.